# Траппитт, Луиз
Луиз Траппитт (англ. Louise Trappitt; род. 15 октября 1985, Данидин) — новозеландская гребчиха, выступавшая за сборную Новой Зеландии по академической гребле в 2009—2014 годах. Двукратная бронзовая призёрка чемпионатов мира, победительница этапа Кубка мира, участница летних Олимпийских игр в Лондоне.

## Биография
Луиз Траппитт родилась 15 октября 1985 года в Данидине, Новая Зеландия. Детство провела в Веллингтоне.
В 2004—2007 годах училась в Университете Отаго, получив степень в области физического воспитания. Серьёзно заниматься академической греблей начала уже после получения учёной степени в университете, проходила подготовку в клубе Wairau Rowing Club в Бленеме.
Первых успехов на взрослом международном уровне добилась в сезоне 2009 года, когда вошла в основной состав новозеландской национальной сборной и побывала на этапах Кубка мира в Мюнхене и Люцерне, откуда привезла награды бронзового достоинства, выигранные в зачёте парных четвёрок. Кроме того, приняла участие в мировом первенстве в Познани, где в той же дисциплине стала седьмой.
В 2010 году в парных четвёрках стартовала на трёх этапах Кубка мира, в восьмёрках стала восьмой на домашнем чемпионате мира в Карапиро.
В 2011 году в парных четвёрках выиграла бронзовые медали на этапах Кубка мира в Гамбурге и Люцерне, а также на мировом первенстве в Бледе, уступив в решающем заезде экипажам из Германии и США.
Благодаря череде удачных выступлений удостоилась права защищать честь страны на летних Олимпийских играх 2012 года в Лондоне — в программе четвёрок парных сумела квалифицироваться лишь в утешительный финал В и расположилась в итоговом протоколе соревнований на седьмой строке.
После лондонской Олимпиады Траппитт ещё в течение некоторого времени оставалась в составе гребной команды Новой Зеландии и продолжала принимать участие в крупнейших международных регатах. Так, в 2014 году в распашных безрульных двойках вместе с Ребеккой Скоун она одержала победу на этапе Кубка мира в Сиднее, взяла бронзу на этапе в Люцерне и на мировом первенстве в Амстердаме — здесь в финале пропустила вперёд экипажи из Великобритании и США.